# Škapulir
Škapulir je vrsta vrhnjega redovniškega oblačila, ki je narejeno iz enega samega kosa blaga, z odprtino za glavo, pri čemer blago prekriva hrbtno in prsno stran drugega redovniškega oblačila. Različica škapulirja je tudi oblačilo, narejeno iz dveh kosov blaga, ki sta povezana s trakovoma. 
Škapulir je tudi tujka, ki se je uporabljala za staroslovanski amulet (hranilo). Beseda škapulir izvira iz srednjeveške latinščine in pomeni kos oblačila, vendar italijanska beseda scapolare pomeni še »rešiti, osvoboditi«. Ljudje so verjeli, da naj bi jih nošenje »škapulirja« obvarovalo pred nesrečo in nevarnostjo. Kot škapulirje so uporabljali »svete podobe«, podobice svetnikov na delčku kake tkanine: platna, sukna, svile. 